# Dactylopodella rostrata
Dactylopodella rostrata är en kräftdjursart som först beskrevs av T. Scott 1893.  Dactylopodella rostrata ingår i släktet Dactylopodella och familjen Pseudotachidiidae. Inga underarter finns listade i Catalogue of Life.